# Schwepbach
Der Schwepbach, auch Schweppbach genannt, ist ein über 3 Kilometer langer Bach im Gebiet der Gemeinde Saulgrub im oberbayerischen Landkreis Garmisch-Partenkirchen, der beim Weiler Achele der Gemeinde von rechts und etwa Osten in die obere Ammer mündet.

## Verlauf
Der Schwepbach entsteht im Süden von Saulgrub wenig östlich der B 22 und fließt auf fast der ersten Hälfte seines Laufes nordwestwärts bis in den Eckfilz etwas westlich des Naturfreundehauses am Ortsrand von Saulgrub. Danach zieht er in fast genau westlicher Richtung weiter, tritt an einem Teich vorbei in den Waldtobel seines Unterlaufs ein und mündet schließlich wenig südwestlich und zu Füßen des Saulgruber Weilers Achele von rechts in die Ammer. Er ist etwa 3,5 km lang.
Dem Schwepbach fließen auf seinem unteren Talabschnitt kurz vor Achele von rechts und Norden ein auf seinem längsten Strang etwa 0,8 km langer, wenig danach von links und Südosten gegenüber Achelen ein etwa 0,4 km langer Bach zu, die beide zuletzt in Waldtobeln laufen.